# Henfield
Henfield är en ort och en civil parish i Storbritannien.   Den ligger i grevskapet West Sussex och riksdelen England, i den södra delen av landet, 70 km söder om huvudstaden London. Henfield ligger 33 meter över havet och antalet invånare är 4 628.
Terrängen runt Henfield är huvudsakligen platt, men åt sydväst är den kuperad.Runt Henfield är det mycket tätbefolkat, med 2 181 invånare per kvadratkilometer. Närmaste större samhälle är Brighton, 14,5 km sydost om Henfield. Trakten runt Henfield består i huvudsak av gräsmarker.